# 戦後70年 HIBARIフェス!1945 to 2015
『戦後70年 HIBARIフェス!1945 to 2015 〜みんなひばりが好きだった〜』（せんご70ねん ひばりフェス 1945 トゥ 2015 みんなひばりがすきだった）は、2015年12月28日19:30-22:30に、NHK BSプレミアム「ザ・プレミアム」として生放送（ドラマ部分は事前収録）された、美空ひばりトリビュートライブの特番である。
2015年は戦後70周年の節目の年。その締めくくりに、戦後初期のころから、人々に夢と希望を与え続けた美空ひばりの名曲を、数多くのアーティストが歌い継ぐスタジオでのトリビュートライブ、またそのひばりの歌に影響を受けた著名人へのインタビューや、ひばりの歌について描いた3章にわたるドラマで構成するという内容の番組であった。

## 司会
- プレゼンテーター（総合司会） - 中村獅童
- 進行 - 青井実、片山千恵子（NHKアナウンサー）

## 出場歌手・タレント
- 五木ひろし
- 小椋佳
- 華原朋美
- 郷ひろみ
- さかいゆう
- 東京スカパラダイスオーケストラ
- 天童よしみ
- 中村中
- 氷川きよし
- 水樹奈々
- 平原綾香
- 秋元康
- クリス松村
- 門脇麦

## ドラマ「世界はひばりを待っている」
ドラマ部分は『世界はひばりを待っている』（せかいはひばりをまっている）のタイトルで放送された。また、2016年2月6日から2月20日まで3週にわたってドラマ単独で再放送された。
1950年の「東京キッド」、1967年の「真赤な太陽」、1988年の「川の流れのように」。三つの時代を往き来しながら美空ひばりの歌とともに生きた家族三代の物語を3話にわたって描いた作品。主演は門脇麦。

### キャスト
- 栗原 新子（ミキサー助手） - 門脇麦〈1988年〉、川北のん〈1967年〉
- 栗原 勝利（新子の父） - 滝藤賢一〈1967年・1988年〉
- 栗原 完爾（新子の祖父） - 和田正人〈1950年〉、秋野太作〈1967年・1988年〉
- 栗原 あやの（新子の祖母） - 徳永えり〈1950年〉、木野花〈1967年・1988年〉
- 新子の母 - 河井青葉〈1967年・1988年〉
- 新子の弟 - 岡山天音〈1988年〉
- 桃香（勝利の愛人） - 木南晴夏〈1967年〉
- その他 - 荒木秀行、上田耕一、遠藤たつお、大月秀幸、河村雄一郎、木村聖哉、五辻真吾、五刀剛、高田洋介、高橋修、武田多佳、田村研作、傅田うに、内藤穂之香、坂東工、廣瀬裕一郎、藤本洋子、堀田勝、マメ山田、渡辺道子

### スタッフ
- 演出 - 岸善幸
- 脚本 - 一色伸幸
- 制作統括 - 牧野望（NHK）、中村雅郎（NHKエンタープライズ）
- プロデューサー - 杉田浩光（テレビマンユニオン）
- 制作著作 - NHK
- 制作 - NHKエンタープライズ
- 制作協力 - テレビマンユニオン

## 放送日程
| 各話  | 放送日         | 放送日（ドラマ単独） | サブタイトル             |
| ----- | -------------- | -------------------- | ------------------------ |
| 第1話 | 2015年12月28日 | 2016年2月6日         | 東京キッドが気にくわない |
| 第2話 | 2015年12月28日 | 2016年2月13日        | 真赤な太陽が流れる修羅場 |
| 第3話 | 2015年12月28日 | 2016年2月20日        | 川の流れのように、私は…  |